# Front homosexuel d'action révolutionnaire
Le Front homosexuel d'action révolutionnaire (F.H.A.R. ou FHAR) est un mouvement parisien et autonome, fondé en 1971, issu d'un rapprochement entre des féministes lesbiennes et des activistes gays.
Le FHAR est connu pour avoir donné une visibilité radicale au combat gay et lesbien dans les années 1970 dans le sillage des soulèvements étudiants et prolétaires de 1968, qui ne laissèrent que peu de place à la libération des femmes et des homosexuels. En rupture avec les anciens groupes homosexuels moins virulents, voire conservateurs, il revendiqua la subversion de l'État « bourgeois et hétéropatriarcal », ainsi que le renversement des valeurs jugées machistes et homophobes des milieux de gauche et d'extrême gauche.
L'aspect outrageant pour les autorités des rencontres sexuelles (masculines) qui s'y déroulaient, et la prédominance numérique des hommes qui augmentait de plus en plus (ce qui occultait inévitablement petit à petit les questions féministes et les voix des lesbiennes) ont fini par amener à la scission du groupe. Sont alors apparus les Groupes de libération homosexuelle et les Gouines rouges au sein du Mouvement de libération des femmes.

## Naissance et débuts

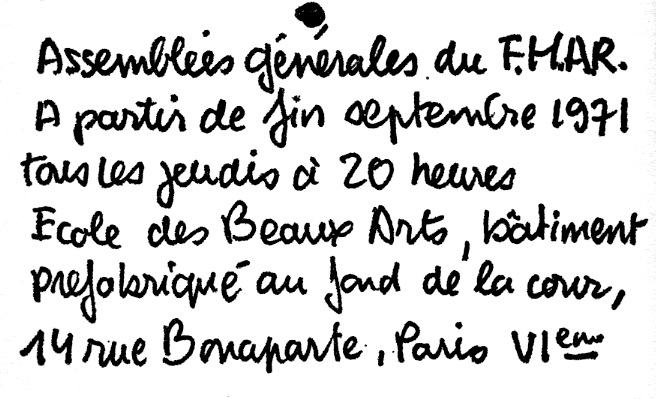
Un tract du FHAR de 1971.

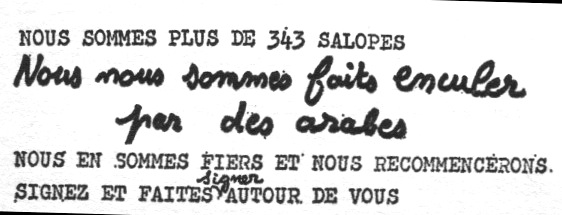
La déclaration du FHAR dans le journal Tout !.

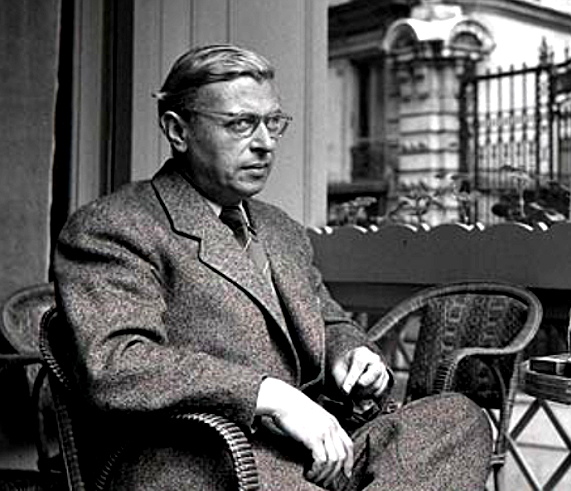
Jean-Paul Sartre, poursuivi pour avoir publié une déclaration du FHAR dans le journal Tout !.

### Bases
En mai 1968, deux « camarades », qui signent au nom d'un « Comité d'action pédérastique révolutionnaire », placardent huit exemplaires sur les murs de la Sorbonne. Six des huit affiches sont arrachées pendant la nuit et les deux autres dans la semaine. Dans le même temps, un millier de tracts sont distribués à l'Odéon et dans les « tasses » de Paris.
Le 28 juin 1969, les émeutes de Stonewall à New York sont le point de départ de la lutte politique contre l'homophobie. Les homosexuel(le)s, soutenu par le mouvement Women's Liberation, créent le Gay Liberation Front (GLF).
En septembre 1970, à la suite de la parution d'un numéro de Partisans consacré à la libération des femmes, un groupe de lesbiennes décident de s'organiser.
À l'intérieur d'Arcadie, des femmes s'étaient regroupées pour discuter de féminisme. Françoise d'Eaubonne, un soir d'hiver 1970, provoque André Baudry : « Vous dites que la société doit intégrer les homosexuels, moi je dis que les homosexuels doivent désintégrer la société ». Elle est exclue et plusieurs femmes décident de la suivre. Elles contactent le Mouvement de libération des femmes (MLF) pour s'organiser en tant que lesbiennes et invitent les hommes à leurs réunions,.
Guy Hocquenghem raconte : « J'ai débarqué dans une petite chambre où il y avait une trentaine de personnes (…). Tout le monde racontait sa vie, ses rêves, ses désirs, avec qui, comment et pourquoi il couchait. Et comment il le vivait (…). Certains avaient été aux États-Unis et avaient vu ce qu'était le Gay Liberation Front. Ils rêvaient un peu de faire la même chose en France »,.

### 1971
Le 18 février 1971[réf. nécessaire], des hommes homosexuels rejoignent le groupe. Selon Serge July, Christian Hennion (journaliste chez Libération et pédophile) est l'un des fondateurs du FHAR auquel il a participé activement.
Le 5 mars 1971, le groupe, qui n'a pas encore de nom, se constitue en « commando saucisson » afin d'aller saboter, avec le MLF le meeting du professeur Jérôme Lejeune (présidé par la secrétaire d'État à la Santé Marie-Madeleine Dienesch) « Laissez-les vivre » contre l'avortement (à la Mutualité),,,.
Le 10 mars, salle Pleyel, des membres du MLF et des homosexuel(le)s perturbent l'émission publique de Menie Grégoire consacrée à « l'homosexualité, ce douloureux problème ». L'estrade est occupée ; les précédents intervenants s'enfuient sous les invectives « à bas les hétéro-flics » et « les travelos avec nous ».
L'émission était diffusée sur Radio Luxembourg. Les experts invités comptaient un prêtre catholique, un psychanalyste et même des artistes (les Frères Jacques).
Le lendemain, France-Soir relate : « … alors que vers 15 h 35 un prêtre, le curé Guinchat, déclarait au micro : J'accueille beaucoup d'homosexuels qui viennent me parler de leurs souffrance, un brouhaha incroyable couvrit ses paroles, ponctuées de slogans repris en chœur : Ce n'est pas vrai, on ne souffre pas, Liberté sexuelle, À bas l'homosexualité de papa, Les travestis avec nous ».
Ce jour-là, le « Front Homosexuel d'Action Révolutionnaire » se donne un nom,. Cependant, le sigle FHAR est déposé officiellement comme celui d'une association de recherches et d'étude avec l'intitulé « Front Humanitaire anti-raciste » (ou « Fédération humaniste anti-raciste »).
Le FHAR envoie un communiqué : « Les homosexuels en ont marre d'être un douloureux problème. Ils veulent faire éclater la famille patriarcale, base de cette société préoccupée de thérapeutique. Toubib, soigne-toi toi-même ».
Des groupes de travail et de réflexion sont constitués ; des tracts sont distribués dans les discothèques homosexuelles ; des réunions sont tenues aux Beaux-arts.
À l'époque, la droite considère l'homosexualité comme une perversion et, à gauche, le PS préfère la réduire à la sphère privée, le PSU, bien que plus ouvert aux homosexuels, ne partage pas le projet révolutionnaire du FHAR. Ce dernier se tourne donc logiquement vers l'extrême gauche.
En avril 1971, Hocquenghem, qui militait à Vive la révolution (VLR), propose : « Faisons une série de textes pour raconter ce que nous avons vécu. Je travaille à un journal gauchiste qui s'appelle Tout, ce sont des types assez ouverts, je les connais bien, je pense qu'ils accepteraient de les publier». Lui-même, Françoise d'Eaubonne, Pierre Hahn et d'autres les rédigent.
Ce journal dépendait du groupe d'extrême gauche (maoïste) Vive la révolution (VLR). Le FHAR revendique la liberté sexuelle pour tous et recommande aux homosexuels de sortir du « ghetto marchand » dans lequel la société les parque. Suivant l'exemple du Gay Liberation Front américain, il prône la fierté gay (gay pride).
Une déclaration fait référence au Manifeste des 343 (5 avril) :

« Nous sommes plus de 343 salopes

Nous nous sommes faits enculer par des Arabes

Nous en sommes fiers et nous recommencerons. »

Le 23 avril, sort le numéro 12 consacré à la « Libre disposition de notre corps » (avortement et contraception libres et gratuits, droit à l'homosexualité et à toutes les sexualités, droit des mineurs à la liberté du désir et à son accomplissement). Des bandes dessinées et les quatre pages centrales sont consacrées à l'homosexualité. Le numéro était coordonné par Guy Hocquenghem et le directeur de publication était Jean-Paul Sartre.
Ce numéro bénéficie d'une large diffusion. Il fait scandale au lycée Buffon.
Le maire de Tours, Jean Royer (qualifié plus tard de « père-la-pudeur » par la presse locale) lance une campagne contre « l'apologie des déviations homosexuelles dans Tout » afin de préserver « la morale naturelle (…), le respect dû aux parents, à la famille, à la propriété, aux rapports de commandements (…) ».
Le numéro est saisi par la police (10 000 numéros dans les kiosques).
À Grenoble, un membre du FHAR, vendant le journal à la criée, est arrêté par la police[réf. nécessaire].
Le directeur de publication, Jean-Paul Sartre, est inculpé. Il l'avait d'ailleurs souhaité afin de pouvoir plaider en faveur de la liberté d'expression.

En juillet 1971, une décision du Conseil constitutionnel déclarant inconstitutionnelles les atteintes à la liberté d'expression fera cesser les poursuites[réf. nécessaire].
À l'extrême-gauche, le numéro ne fait pas l'unanimité :
- Des membres de l'aile ouvriériste de VLR refusent de distribuer ce numéro devant les usines.
- La librairie gauchiste Norman-Bethune refuse de le présenter dans ses étalages.
- Un lecteur écrit au journal (publié dans le no 14 de juin 1971) : « Le problème ne se pose pas en termes de normaux ou d'anormaux, mais en termes de riches et de pauvres, et leur lutte n'est donc pas en tant que pédés, mais en tant qu'exploités. Par conséquent, consacrer la moitié d'un journal à la publication de problèmes qui n'en sont pas et qui ne sont solubles que par une société socialiste bien conçue, relève de la trahison, alors que la nécessité de soutenir les ouvriers de Renault (qu'ils soient pédés ou non) devrait passer au premier plan ».

Le 1er mai 1971, pour la première fois en Europe, des homosexuel(le)s participent au défilé, sous la banderole du FHAR, entre le MLF et les CAL. Des membres du FHAR filment le défilé. Leur banderole annonce « À bas la dictature des normaux ! ». Des hommes travestis en femmes avec un maquillage criard changent les codes des manifestations politiques.
En mai, des débats s'organisent, pendant plus d'une semaine, à la faculté de Vincennes (section philosophie), et à Censier sur la sexualité, la famille, etc..
À la suite du numéro du journal Tout ! et de la manifestation du 1er mai, le FHAR prend de l'importance. Cette croissance trop rapide amène de nombreux problèmes. Des comités de quartiers sont créés. Une commission est chargée de répondre au courrier reçu de province.
Dans plusieurs villes, des antennes du FHAR s'organisent, dont Marseille où des actions sont menées.
Le 21 juin 1971, le FHAR participe à la « Fête des mères » du MLF à la pelouse de Reuilly. En soirée, une délégation (une centaine de personnes) se rend à Tours pour la journée anti-censure, et faire la fête. Affiches et inscriptions vont rester plusieurs jours sur le campus universitaire. Il y a trois arrestations.
Le 27 juin, à Paris, une petite manifestation (chants et vente de journaux) est organisée au jardin des Tuileries pour le second anniversaire du GLF américain. La police intervient et interpelle quatre participants.
En juillet 1971, le FHAR participe à la dernière fête des Halles.
En 1971, le FHAR, dénonçant l'hétérosexisme et la médicalisation de l'homosexualité, perturbe aussi un congrès international de sexologie à Sanremo.
Le manifeste Rapport contre la normalité est publié en 1971 (une réédition sera faite en 1976).

### 1972
À l'extrême-gauche, la reconnaissance n'est pas acquise :
- En mai 1972, le PCF est très hostile. Pierre Juquin déclare dans une interview au Nouvel Observateur : « La couverture de l’homosexualité ou de la drogue n’a jamais rien eu à voir avec le mouvement ouvrier. L’une et l’autre représentent même le contraire du mouvement ouvrier »[14].

Par ailleurs, Jacques Duclos, répondant à un militant du FHAR lors d'un meeting à la maison de la Mutualité qui lui demandait si son parti a « révisé sa position sur les prétendues perversions sexuelles » répond : « Comment vous, pédérastes, avez-vous le culot de venir nous poser des questions ? Allez-vous faire soigner. Les femmes françaises sont saines ; le PCF est sain ; les hommes sont faits pour aimer les femmes ».
- En juin 1972, la LCR publie dans son périodique Rouge : « Nous n'avons aucune hostilité de principe contre la lutte que mènent les homosexuels contre l'ostracisme dont les entoure la société bourgeoise, nous n'en trouvons que plus lamentables les grotesques exhibitions du FHAR, lors des dernières manifestations […]. En se comportant comme des grandes folles, les homosexuels du FHAR révèlent à quel point ils sont victimes de l'oppression sexuelle bourgeoise ».
- Lutte ouvrière considère, pour sa part, que les publications du FHAR sont « à la hauteur des graffitis de pissotière », reflétant l'« individualisme petit-bourgeois »[16].

## Dissensions et controverses
Devant le nombre croissant d'hommes développant leurs propres centres d'intérêt, les femmes du FHAR font scission et forment le groupe des Gouines rouges, pour lutter davantage contre le sexisme et la phallocratie.
D'autres groupes se singularisent :
- les Gazolines,
- les journaux Fléau social (par le Groupe 5 du FHAR en mai 1972, se réclamant de l'Internationale situationniste et finissant par quitter la lutte politique[10]),
- Antinorm[17] (par le Groupe 11 du FAHR, continuant à prôner le rapprochement avec des partis d'extrême gauche[10]).

Bien que tous ces groupes se reconnaissent dans les slogans du FHAR (« Prolétaires de tous les pays, caressez-vous ! », « Lesbiennes et pédés, arrêtons de raser les murs ! ») et la lutte contre les « hétéro-flics » », ils s'éloignent les uns des autres.
En juillet 1972, face à la stratégie de provocation des travestis du groupe Gazolines (qui éloigne le mouvement des ouvriers), Guy Hocquenghem, défenseur d'un militantisme politique plus traditionnel, quitte ces « pédérastes incompréhensibles ». Dans la revue Partisans, il écrit : « On nous a emprisonnés dans le jeu de la honte, que nous avons transformé en jeu de la fierté. Ce n'est jamais que dorer les barreaux de notre cage ».
En 1973, est publié un numéro spécial de la revue Recherches dirigée par Félix Guattari, intitulé Trois Milliards de Perverts : Grande encyclopédie des homosexualités ; il fut censuré par le gouvernement pour outrage aux bonnes moeurs, les exemplaires condamnés à la destruction et une amende de 600 F imposée à Guattari. Une partie de son contenu, sur « la force unificatrice de la sodomie entre les pédés et les arabes », créa de fortes dissensions au sein du FHAR et précipitèrent le fin du mouvement (page 254).

### Relations avec les mineurs
Dans un contexte où les rapports homosexuels avec des mineurs - de moins de 21 ans (jusqu'en 1974) puis de moins de 18 ans (jusqu'en 1982) - sont férocement réprimés, le FHAR s'oppose à la répression des rapports entre majeurs et mineurs. Comme l'écrivent les chercheurs Jean Bérard et Nicolas Sallée : « En France, un Front de libération de la jeunesse est créé au sein du FHAR. Discutant de l’âge de la majorité sexuelle, il adopte comme slogan de manifestation : les mineurs ont envie de se faire baiser ».
Les rédacteurs de la revue Lundi matin rappellent quant à eux qu'« en 1971, dans le Rapport contre la normalité publié par le FHAR, un texte écrit par des mineurs revendique, à partir de leur propre expérience, leur droit à désirer et à entretenir des relations sentimentales et sexuelles ».
Ces positions favorables au droit à la sexualité des mineurs créent des tensions avec d'autres militants et intellectuels, et notamment avec le sexologue Gérard Zwang. En 1975, des militants et sympathisants du FHAR empêchent la Société française de sexologie clinique, créée par Zwang, de siéger à l'université de Vincennes.

## Déclin et fin
Des membres du groupe commencent à le quitter : Daniel Guérin à cause des outrances des Gazolines lors de l'enterrement de Pierre Overney, un militant maoïste tué par un vigile en 1972, mais aussi Françoise d'Eaubonne qui n'y voit plus qu'un lieu de drague[réf. nécessaire].
La police interdit les réunions à l'École des beaux-arts en février 1974[réf. nécessaire]. Le FHAR abandonne ses actions spectaculaires et disparaît ce mois-là.

## Postérité
Le FHAR a cependant des héritiers, comme les Groupes de libération homosexuelle (GLH) à Paris et en province (dont le GLH-PQ (Politique et Quotidien)), voire les groupes Sexpol.
Ses revendications, bien différentes de l'appel à la tolérance sociale et à la discrétion des homosexuels du mouvement national Arcadie, se retrouvent à travers les associations homosexuelles des années 1970, comme les Universités d’été euroméditerranéennes des homosexualités et le Comité d'urgence anti-répression homosexuelle en 1979, ou sur les pages du magazine Le Gai Pied.
En 1977, le PCF créé une commission homosexualité au sein du Comité d’études et de recherche marxistes (CERM) et la LCR une commission nationale sur l'homosexualité (CNH).
La question des mœurs reste rigide. En 2011, dans le magazine Manière de voir, Benoît Bréville note que cela se lit dans un contexte où « l'intégration politique des militants homosexuels se heurte aux traditions de l'extrême gauche, qui valorise une identité ouvrière à la fois masculine, productiviste et hétérosexuelle ».
La radicalité du mouvement, très politisé à gauche, a été reprise par le mouvement LGBT des années 1990, inspirant en partie le courant queer aux États-Unis et en France.

#### Provenant du FHAR
- 1971 : « Libre disposition de notre corps », Tout, no 12,‎ 23 avril 1971 (lire en ligne)
- 1971 : FHAR, Rapport contre la normalité, Paris, Champ libre, coll. « Symptôme 3 », 1971 (ISBN 2-85184-058-4) (réédition en 1976)
- 1973 : Dossier Trois milliards de pervers. Grande encyclopédie des homosexualités, Recherches, mars 1973 [lire en ligne]

#### Sur le FHAR
- 1977 : Claude Courouve, Les Homosexuels et les autres, Paris, Athanor, 1977.
- 1981 : Jacques Girard, Le Mouvement homosexuel en France, 1945-1981, Paris, Syros, 1981,  (ISBN 2-90-1968-52-X).
- 1981 : Masques, revue des homosexualités, no 9-10, Paris, 1981.
- 1996-1997 : Françoise d'Eaubonne, « Le FHAR, origines et illustration », la Revue h, no 2, 1996 ; « Tensions et déclins » (suite et fin de l'article précédent), la Revue h, no 3, hiver 1996/1997.
- 2001 : Claire Auzias, Un Paris Révolutionnaire - Emeutes Subversions Colères, Paris, L'Esprit Frappeur, 2001.
- 2003 : Didier Eribon, « FHAR », Dictionnaire des cultures gays et lesbiennes, Larousse, 2003.
- 2005 : Paquita Paquin, Vingt ans sans dormir : 1968-1983, Éditions Denoël, avril 2005, 203 p. (ISBN 978-2-207-25569-8, lire en ligne), p. 35 et sv.
- 2005 : (en) Michael Sibalis, « Gay Liberation Comes to France: The Front Homosexuel d’Action Révolutionnaire (FHAR) », French History and Civilization, 2005.
- 2008 : Patrick Schindler, Après 1968: Le big bang des mouvements d’émancipation homosexuelle dans Alternative libertaire de mai 2008.
- 2009 : (en) Scott Eric Gunther, The Elastic Closet : A History of Homosexuality in France, 1942-present, New York, Palgrave Macmillan, 2009, 166 p. (ISBN 978-0-230-59510-1, lire en ligne)
- 2010 : Michael Sibalis, L'arrivée de la libération gay en France. Le Front Homosexuel d’Action Révolutionnaire (FHAR), Genre, sexualité & société, no  3, printemps 2010 [lire en ligne]
- 2011 : Patrick Schindler, « Que reste-t-il du FHAR, quarante ans après ? », Le Monde libertaire, no 1639,‎ 9 juin 2011 (lire en ligne).
- 2013 : Patrick Cardon (responsable de publication), Rapport contre la normalité 1971, bibliothèque GayKitschCamp, 2013.
- 2016 : Mathias Quéré, « Qui sème le vent récolte la tapette », une histoire des Groupes de libération homosexuels en France de 1974 à 1979, mémoire en histoire contemporaine, Université Toulouse-Jean-Jaurès, 2016, [lire en ligne]. Éditions Tahin Party, 2019,  (ISBN 978-2912631350), présentation éditeur.
- 2017 : Todd Shepard, Mâle décolonisation. L’« homme arabe » et la France, de l’indépendance algérienne à la révolution iranienne [trad. Clément Baude], Paris, Payot, 2017.

### Filmographie
- 1973 : Le vent souffle où il veut, de Roger Danel, film autour de la 1re marche de fierté homosexuelle en mai 1971, année de l’apparition du FHAR, distribué par Le peuple qui manque.
- 1979 : Race d'Ep docu/fiction de Lionel Soukaz et Guy Hocquenghem.
- 2002 : Bleu, blanc, rose, documentaire d'Yves Jeuland sur le mouvement gay français.
- 2005 : Ma saison super 8 de Alessandro Avellis, film librement inspiré de l'aventure du FHAR.
- 2006 : La Révolution du désir, documentaire de Alessandro Avellis.